# Mil (céréale)
Pour les articles homonymes, voir Mil.
« Mil » est un nom vernaculaire utilisé pour désigner diverses espèces ou variétés de graminées cultivées comme céréales secondaires. Ce terme est un synonyme, employé  surtout en Afrique, de millet ou de sorgho. En français, on distingue les « gros mils » (ou sorghos) et les « petits mils » ou millets. Dans la plupart des langues, notamment en anglais et en espagnol, mil et millet désignent la même chose. 

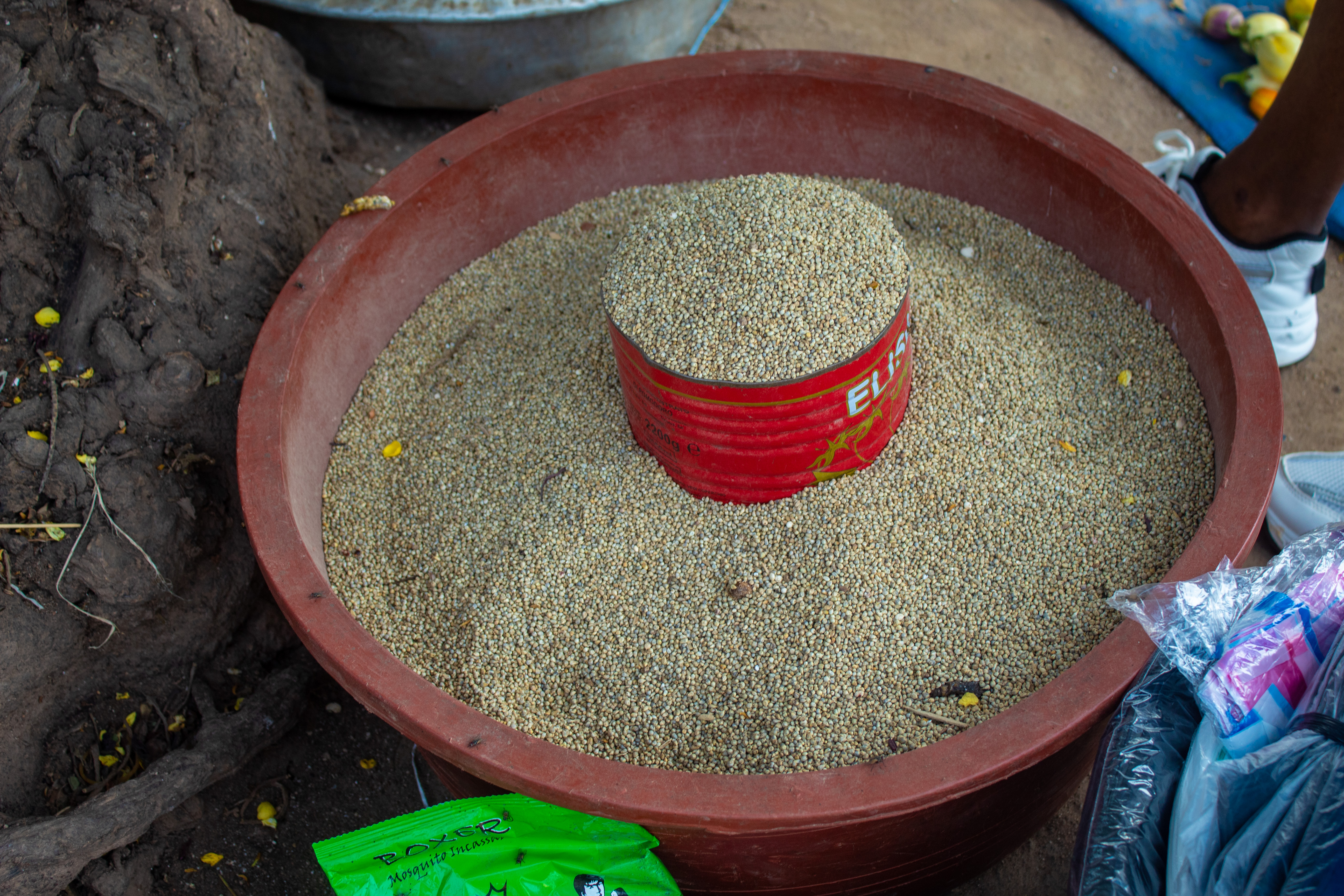
Mil en côte D'Ivoire

Originaires d'Afrique, la culture de ces céréales serait apparue en Asie. Elles sont surtout cultivées sur les terres marginales dans les régions sèches des zones tempérées, subtropicales et tropicales. Grâce à des recherches scientifiques effectuées à base des données ADN, cette localisation est faite aux alentours du Niger et du Mali. Depuis longtemps, le mil a été exporté vers les autres continents, principalement en Asie. Résistante à la sécheresse et pouvant être cultivée dans des sols pauvres, il s’agit d’une culture importante pour les agriculteurs qui vivent dans les régions arides. Le premier pays producteur de mil est actuellement l’Inde.
La culture du mil apparaît en Chine dans les bassins des fleuves Yangtsé et fleuve Jaune.
Le mil est une herbacée annuelle qui peut atteindre une hauteur de 1 à 3 mètres. C’est une plante à rameaux verticaux, ayant des tiges pleines et épaisses, donc solides qui s’organisent en nœuds et entre-nœuds. Elle possède des feuilles engainantes, à nervures parallèles, longues de 20 à 100cm et étroites, avec une largeur allant de 5 à 55mm. Ses inflorescences sont des épis cylindriques de 10 à 100 cm, qui contiennent des grains. Les grains de mil sont petits, ronds ou ovales, et sont appelés caryopses. Leur couleur peut varier du blanc au brun foncé, et leur taille également en fonction de la variété, un grain mesure de 1 à 3 mm de diamètre. Le mil possède des racines de surface, et des racines profondes qui peuvent s’ancrer à environ 2 mètres dans le sol, d’où l’adaptation de cette plante aux terres arides  .
Il s’agit d’une espèce diploïde qui a 7 paires de chromosomes, elle est sexuée et hermaphrodite .

## Liste des taxons appelés «mil»
- Généralement, « mil », employé sans autre précision, désigne le millet perle (Pennisetum glaucum), qui est la plus cultivée de toutes les espèces de millet (environ 50 % des surfaces). Il existe cependant de nombreuses espèces de millets appartenant à plusieurs genres différents.
- « Mil à chandelle » :  Pennisetum glaucum.
- « Mil africain » : 
  - Eleusine coracana (éleusine)[4].
  - Un tas de mil étalé sur un sac.Digitaria exilis (fonio blanc)[5],
  - Digitaria iburua (fonio noir)[5],

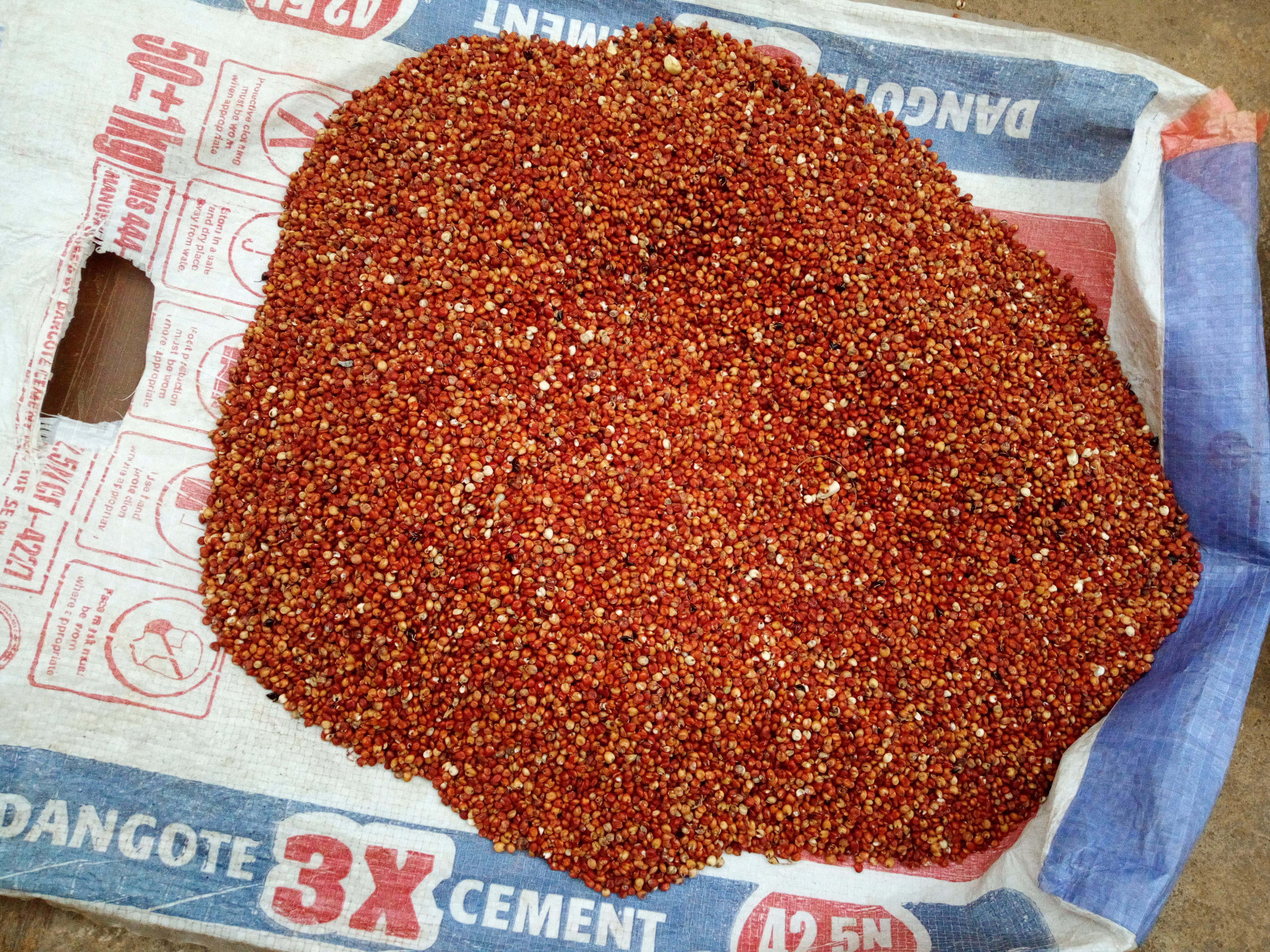
Un tas de mil étalé sur un sac.

  - Brachiaria deflexa (fonio à grosses graines)[5].
- « Gros mil » : Sorghum bicolor (sorgho commun).
- « Mil d'Inde  » : Panicum miliaceum (millet commun).
- « Mil rouge » : Eleusine coracana (éleusine)[4].
- « Mil sauvage  » : Sorghum arundinaceum[6].
- « Petit mil » :  Pennisetum glaucum[5].

## Usages

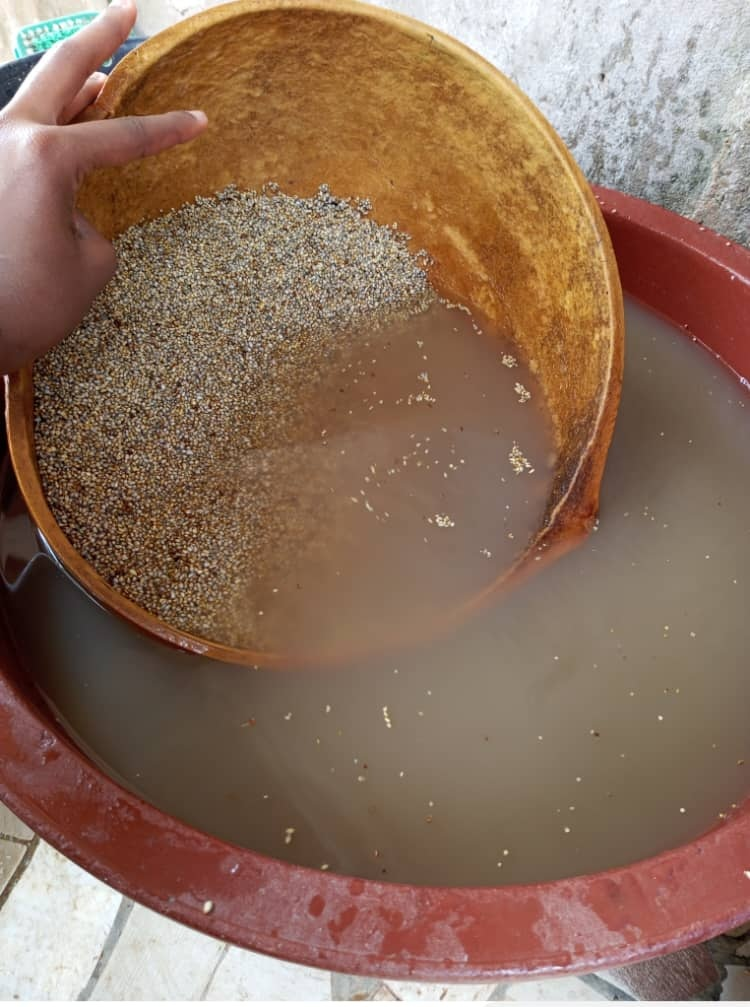
Nettoyage du mil pour la consommation humaine

Les mils sont cultivés pour l'alimentation humaine ou animale. 
Le Mil à chandelle Pennisetum glaucum sert en Europe notamment pour les oiseaux de volières.
En Afrique subsaharienne, une bière de mil (appelée localement « tchapalo », « solo », « tchouckoutou », « lossomissi », « tchouc », « bil-bil », « dolo », etc.) est préparée à partir de la fermentation du mil[Lequel ?], millet ou sorgho.